# Dezynfekcja

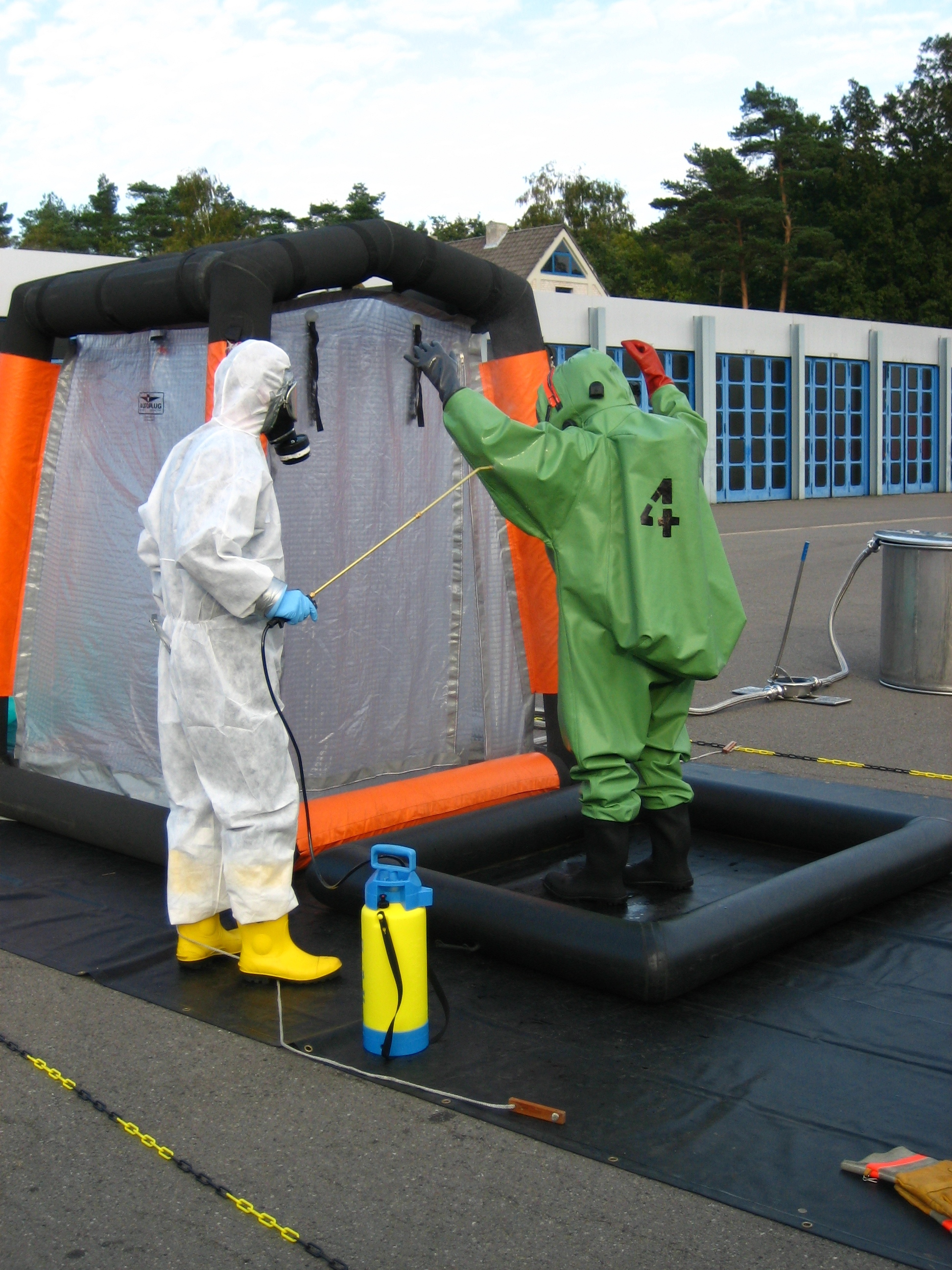
Dezynfekcja

Dezynfekcja (po polsku dosłownie oznacza odkażanie) – postępowanie mające na celu niszczenie drobnoustrojów i ich przetrwalników. Dezynfekcja niszczy formy wegetatywne mikroorganizmów, ale nie zawsze usuwa formy przetrwalnikowe. Zdezynfekowany materiał nie musi być jałowy. Dezynfekcja, w przeciwieństwie do antyseptyki dotyczy przedmiotów i powierzchni użytkowych.
Wyniki dezynfekcji zależą od trzech czynników:
- drobnoustroju – gatunek, liczba, aktywność fizjologiczna,
- środka dezynfekcyjnego – właściwości chemiczne i fizyczne, stężenie, czas działania,
- środowiska – temperatura, wilgotność, pH, obecność materii organicznej, poziom kationów Ca2+ i Mn2+ itp.

Do dezynfekcji stosuje się metody fizyczne, chemiczne i termiczno-chemiczne.
Czynniki fizyczne używane do dezynfekcji:
- Para wodna – do dezynfekcji wcześniej oczyszczonego sprzętu, odzieży, unieszkodliwiania odpadów, używa się pary wodnej w temperaturze 100–105 °C pod zmniejszonym ciśnieniem (0,45–0,5 atm). Pary wodnej pod normalnym ciśnieniem używa się do odkażania m.in. wyposażenia sanitarnego.
- Promieniowanie – do odkażania używa się promieni UV o długości fali 256 nm, które niszczą drobnoustroje w powietrzu i na niezasłoniętych powierzchniach.
- Ultradźwięki – przetwornik dźwiękowy umieszczony w dezynfektorze emituje fale o częstotliwości większej niż 20 kHz. Fale rozchodzą się w cieczy. Powstają w niej strefy dwóch ciśnień: niskiego i wysokiego, wskutek czego w myjni ultradźwiękowej dochodzi do kawitacji. Wytworzona w ten sposób energia likwiduje zanieczyszczenia, a ultradźwięki niszczą komórki roztoczy, bakterii oraz innych drobnoustrojów.

Czynniki chemiczne używane do dezynfekcji:
- czwartorzędowe sole amoniowe
- alkohole, np. alkohol etylowy, alkohol izopropylowy
- aldehydy, np. formaldehyd, aldehyd glutarowy
- związki fenolowe, np. krezol, rezorcynol
- biguanidy, np. chlorheksydyna
- związki metali ciężkich, np. srebra, miedzi, rtęci
- związki halogenowe, np. jodyna, chloramina, jodofory
- fiolet krystaliczny, mleczan etakrydyny
- utleniacze – nadtlenki, np. H2O2 lub nadmanganiany, np. nadmanganian potasu; ozon – stosowany do ozonowania wody oraz dezynfekcji pomieszczeń, przedmiotów, urządzeń itd.
- tenzydy, np. mydła,
- kwasy i zasady.

Im dłuższy jest czas działania i im wyższe stężenie środka dezynfekcyjnego (z wyjątkami), tym większa część drobnoustrojów zostanie zniszczona. Ze względu na to, iż środki chemiczne zwykle nie działają w środowisku suchym, ważny jest również stopień ich wilgotności, co jest szczególnie istotne w dezynfekcji powietrza.